# أكيهيتو توكوناغا
أكيهيتو توكوناغا (徳永暁人 توكوناغا أكيهيتو) هو موسيقي ياباني ولد في 22 سبتمبر 1971 في يوكوهاما.

## أعماله في الأنمي

### مسلسلات أنمي تلفزيونية
- دراغون بول GT

### أفلام أنمي
- دراغون بول: طريق القوة

## وصلات خارجية
- أكيهيتو توكوناغا على موقع ميوزك برينز (الإنجليزية)
- أكيهيتو توكوناغا على موقع ديسكوغز (الإنجليزية)